# Кольца Альманзора
«Кольца Альманзора» — советский фильм-сказка режиссёра Игоря Вознесенского, снятый в 1977 году по мотивам пьесы Тамары Габбе «Оловянные кольца». Премьера состоялась в январе 1978 года.

## Сюжет
В королевстве Фазания и Павлиния возникает династическая коллизия — у вдовствующей королевы Януарии II две дочери, Августа и Алели. Первая из них не слишком добра, а вторая — не слишком умна. Для решения этой проблемы королева обращается к волшебнику Альманзору, который передаёт ей два оловянных обручальных кольца. Эти кольца должны сделать одну из принцесс и её избранника счастливыми, дав обоим то, чего им не хватало. Чтобы решить, какой из принцесс достанется кольцо, Альманзор предлагает сёстрам выбрать между золотым и оловянным кольцом. Жадная Августа берёт золотое, а чудаковатая Алели, взяв оловянное, чувствует себя совершенно счастливой.
На следующий день принцесса Алели встречает на территории замка садовника Зензивера. Юноша кажется ей не только добрым, но и каким-то интересным, не похожим на других обитателей дворца (в частности, он не считает принцессу глупой), и девушка начинает испытывать к нему особые чувства.
Тем временем в королевство приезжают два принца-жениха — чванливый Абалдон и трусливый Альдебаран. Премьер-министр Интригио делает ставку на Абалдона и отдаёт ему второе кольцо. Однако принца интересует не девушка, а лишь возможность стать королём в результате брака с ней (по собственному признанию Абалдона, ему не хватало королевства). Получив отказ, он выбрасывает кольцо.
За кольцами охотится пират Мухамиель, который надеется с их помощью получить новый корабль для своего промысла. Его банда похищает принцесс. Зензивер находит в саду оловянное кольцо, которое он видел на пальце Алели, и понимает, что та попала в беду. Принцы прибывают к пиратам с выкупом и тоже попадают в плен, однако их всех выручает Зензивер. Королеву отнюдь не радует предстоящий брак её дочери с простым садовником, а между тем именно он стал спасителем принцесс.
Тогда Алели уезжает со своим возлюбленным из дворца: если ей чего-то по-настоящему не хватало, так это искренней любви, а Зензиверу, которого часто сажали в яму, недоставало свободы. Альманзор признаёт, что кольца действительно принесли влюблённым счастье, а его ученик Химио добавляет, что сам он никогда не находил принцессу Алели глупой.

## Отличия от пьесы
- В пьесе королева Януария обращается за помощью к доктору Лечиболю и его помощнику Пилюлио. В фильме этих персонажей соответственно заменяют волшебник Альманзор (который только упоминается в пьесе) и его ученик Химио.
- В пьесе коварного министра зовут Флюгерио, а в фильме — Интригио.
- Имя одного из принцев изменено: в пьесе — Болталон, а в фильме — Абалдон.
- В пьесе атаман Мухамиель богат, владеет крепостью и флотом кораблей. В фильме он почти разорён, а его единственный корабль не годен для плаваний. Поэтому цель охоты пиратов за волшебными кольцами скромнее, чем в пьесе: добыть с их помощью новое судно.
- В отличие от пьесы, в фильме нет упоминаний о внешнем уродстве и физических недостатках. У Абалдона оба уха на месте, в то время как у его прототипа Болталона, согласно оригинальной пьесе, одно ухо отсутствует. Королева говорит, что её дочери Августе не хватает доброты, но не красоты. Садовник Зензивер не меняется внешне: волшебное кольцо даёт ему только новый костюм и оружие.

## В ролях
- Светлана Смирнова — принцесса Алели (вокал — Татьяна Дасковская)
- Михаил Кононов — Зензивер, садовник
- Валентина Талызина — Януария II, королева Фазании и Павлинии
- Людмила Дмитриева — принцесса Августа
- Борис Иванов — Интригио, премьер-министр
- Фёдор Никитин — Альманзор, волшебник
- Феликс Ростоцкий — Химио, ученик и помощник Альманзора
- Виктор Павлов — Абалдон, наследный принц Шутландии
- Роман Ткачук — принц Альдебаран
- Леонид Каневский — Мухамиэль, капитан пиратов
- Яков Беленький — Кохинур, помощник Мухамиэля
- Владимир Фёдоров — карлик
- Руслан Ахметов — Ахмет, пират
- Валентин Голубенко — Рахмет, пират
- Е. Фёдорова — Нур-Султанэ, волшебная танцующая кукла

### В эпизодах
- Вера Ивлева — 1-я придворная дама
- Элеонора Прохницкая — 2-я придворная дама
- Елена Валаева — 3-я придворная дама
- Герман Полосков — стражник/придворный скульптор
- Леонид Филаткин — пират
- М. Суворов
- Дмитрий Барков
- Николай Томашевский — придворный
- Геннадий Четвериков — слуга
- Юрий Христенко (нет в титрах)

## Музыка
| Название песни                   | Вступительные слова                                                          |
| -------------------------------- | ---------------------------------------------------------------------------- |
| Песня пиратов                    | Лихая судьба по морям нас таскала, грабили всласть днём и ночью…             |
| Поход к Королеве                 | Этой ночью лучше нам не попадаться, это просто наслажденье — кровь пролить!  |
| Песня принцессы Алели            | Есть в мире вещи, что известны всем, что пальцев пять, а дней в неделе семь. |
| Песня Интригио                   | Если хочешь есть ковриги, научись плести интриги.                            |
| Песня женихов                    | Ради жизни каких-то невест можно жизнью своей поплатиться.                   |
| Песня Зензивера                  | Под покровом ночи очень просто сделать жизнь короче.                         |
| Финальный дуэт Алели и Зензивера | У каждой сказки так уж повелось — конец такой: добро накажет зло.            |

## Съёмки
Съёмки проходили на натуре в Крыму: в Воронцовском дворце в Алупке, в Генуэзской крепости в Судаке.